# Don't Believe the Truth
Don't Believe the Truth è il sesto album della band inglese Oasis, pubblicato il 30 maggio 2005.
Tre volte disco di platino nel Regno Unito nelle prime settimane del 2006 (oltre 900 000 copie vendute), è entrato nelle classifiche direttamente in prima posizione. Negli Stati Uniti d'America ha venduto oltre 202 000 copie e ha ottenuto il migliore piazzamento nelle chart dai tempi di Be Here Now, album degli Oasis del 1997, posizionandosi al dodicesimo posto. Al 2015 il disco ha venduto 7 milioni di copie in tutto il mondo.

## Genesi del disco
La genesi di questo disco fu piuttosto difficile. L'album avrebbe dovuto vedere la pubblicazione nell'estate o nell'autunno del 2004, ma, a seguito della decisione degli Oasis di collaborare con i Death in Vegas nella produzione, nacquero in seno alla band di Manchester dei dissidi che ritardarono la realizzazione del disco. Il compositore principale Noel Gallagher riteneva utile rompere questa collaborazione, mentre il frontman Liam Gallagher era propenso ad andare avanti. Nel frattempo il batterista Alan White si congedò dal gruppo e al suo posto venne chiamato alla batteria Zak Starkey, figlio del celebre batterista Ringo Starr (Beatles) e già batterista degli Who.
Dopo una pausa gli Oasis tornarono a registrare, negli studi di Wheeler End, sotto la direzione provvisoria di Noel. Nel giugno 2004 la band suonò dal vivo due brani inediti, The Meaning of Soul e A Bell Will Ring, alla Lighthouse di Poole e al festival di Glastonbury.
Dopo aver appreso dei problemi della band da Marcus Russell, il produttore statunitense Dave Sardy espresse interesse verso la produzione del disco e, ricevuti i demo, ne effettuò un primo missaggio, che venne lodato dalla band. Sardy raggiunse dunque la band agli Olympic Studios, a Londra, ma le sessioni londinesi ebbero vita breve. Il produttore chiese alla band di trasferirsi con sé ai Capitol Studios di Los Angeles per registrare ex novo alcuni brani e iniziare le registrazioni del disco, che iniziarono nell'ottobre 2004 e durarono nove settimane.
Ritrovato un certo equilibrio interno, il 30 maggio 2005 la band pubblicò Don't Believe The Truth (anticipato dal singolo Lyla), il cui titolo fu scelto proprio in risposta alle notizie di un presunto scioglimento fatte circolare dalla stampa anglosassone.
Nell'aprile 2005 The Meaning of Soul, Mucky Fingers, Keep the Dream Alive e Let There Be Love trapelarono illegalmente su Internet. L'intero album comparve sul web il 3 maggio 2005, ben ventisette giorni prima della data di pubblicazione ufficiale, a causa molto probabilmente di un errore di confusione delle date da parte della Apple Inc., che lo rese disponibile sull'iTunes Music Store tedesco.

## Caratteristiche del disco e riscontro
L'album si apre con il brano Turn Up the Sun, scritto da Andy Bell in una piovosa notte trascorsa in un bosco vicino alla sua casa in Svezia e caratterizzato da una lunga introduzione acustica prima dell'ingresso, potente, della batteria e della chitarra elettrica. Il pezzo, che originariamente - secondo quanto rivelato da Noel Gallagher - doveva dare il titolo all'album, fu usato come brano d'apertura delle esibizioni dal vivo del tour di Don't Believe the Truth, compresi i tre concerti tenuti dalla band al City of Manchester Stadium tra la fine di giugno e i primi di luglio del 2005. Dopo Mucky Fingers, canzone dal ritmo martellante basata su un giro di sei accordi e su un assolo di armonica, c'è Lyla, singolo che ha lanciato il disco e considerato da alcuni un archetipo della canzone degli Oasis. Nel brano, che incarna la rinnovata spavalderia del gruppo di Manchester, Noel fa da seconda voce. Love Like a Bomb, scritta da Liam Gallagher, ha un avvio in crescendo che prorompe in un turbinio sonoro ed è impreziosita da un breve assolo di pianoforte, che la rende forse la canzone più commovente dell'intero disco. È stata scritta - ebbe a dire Liam - "con in mente Julie Christie". Il secondo singolo è un altro grande successo: The Importance of Being Idle, brano dalla struttura semplice, a ritmo di marcia, molto apprezzato da critica e pubblico, in cui Noel sottolinea in modo autobiografico l'importanza di essere pigri ispirandosi ad un romanzo intitolato allo stesso modo. Segue una canzone di Liam, The Meaning of Soul, uno dei brani più corti mai pubblicati dal gruppo, con poco più di un minuto e mezzo di durata totale. Il pezzo, utilizzato anche per uno spot di Sky in Inghilterra, fu eseguito dagli Oasis anche alla cerimonia BRIT Awards del 2007, dopo aver ricevuto il premio "Outstanding Contribution to Music". Guess God Thinks I'm Abel, dal significativo titolo autobiografico ("Credo che Dio pensi che sia io Abele"), è un pezzo prevalentemente acustico, in cui la voce di Liam, accompagnata da un coro di sottofondo, parla di come l'amicizia possa trasformarsi in inimicizia, con possibile riferimento al rapporto con il fratello. Con Part of the Queue, in cui Noel rivela tutte le sue qualità vocali, si ritorna al ritmo martellante delle tracce iniziali. Noel prende spunto dalla fila cui si è costretti al supermercato. In Keep The Dream Alive l'equilibrio tra chitarra acustica ed elettrica partorisce una melodia che ricorda Live Forever, arricchita da un lungo assolo finale in cui la chitarra fa ampio uso del bending. Segue A Bell Will Ring di Gem Archer, brano ipnotico e psichedelico, annoverato da alcuni tra i punti più alti del disco. Chiude il disco una ballata di grande impatto introdotta da un duetto tra pianoforte e chitarra acustica e destinata a rimanere nel cuore dei fan: Let There Be Love, in cui i fratelli Gallagher tornano a cantare insieme (non accadeva dai tempi di Acquiesce). Noel Gallagher ha dichiarato di essere stato costretto dalla casa discografica a pubblicare Let There Be Love, il cui demo risaliva già ai tempi di Standing on the Shoulder of Giants, come singolo.
A detta dei critici all'ottima produzione di Dave Sardy si affianca un sound coinvolgente. Per molti di loro questo album rappresenta il miglior prodotto della band dai tempi dell'acclamato (What's the Story) Morning Glory?.

## Tracce
1. Turn Up the Sun – 3:59 (Andy Bell)
2. Mucky Fingers – 3:56 (Noel Gallagher)
3. Lyla – 5:10 (Noel Gallagher)
4. Love Like a Bomb – 2:53 (Liam Gallagher, Gem Archer)
5. The Importance of Being Idle – 3:40 (Noel Gallagher)
6. The Meaning of Soul – 1:43 (Liam Gallagher)
7. Guess God Thinks I'm Abel – 3:25 (Liam Gallagher)
8. Part of the Queue – 3:48 (Noel Gallagher)
9. Keep the Dream Alive – 5:46 (Andy Bell)
10. A Bell Will Ring – 3:08 (Gem Archer)
11. Let There Be Love – 5:32 (Noel Gallagher)

Japanese version
1. Can Y'See It Now? (I Can See It Now!!) – 4:06 (Noel Gallagher)
2. Sittin' Here in Silence (On My Own) – 2:00 (Noel Gallagher)

US iTunes version
1. Pass Me Down the Wine – 3:50 (Liam Gallagher)

UK & Canada iTunes version
1. Eyeball Tickler – 2:47 (Gem Archer)

## Formazione

### Oasis
- Liam Gallagher - voce, tamburello
- Noel Gallagher - chitarra solista, voce (tracce 2, 5, 8, 11), basso, produttore (tracce 2, 3, 5, 8, 11), batteria (traccia 11), cori
- Andy Bell - basso, chitarra ritmica, chitarra acustica
- Gem Archer - chitarra ritmica, chitarra solista, basso, tastiere, armonica, cori (traccia 6)

### Altri musicisti
- Zak Starkey - batteria (eccetto traccia 2), percussioni (eccetto traccia 2), battito di mani
- Lenny Castro - percussioni (traccia 8)
- Martin Duffy - pianoforte (traccia 4)
- Terry Kirkbride - batteria (traccia 2), percussioni (traccia 2)
- Henry Phillpotts - assistente al mixaggio (traccia 2)
- Paul Stacey - mixaggio (traccia 2), pianoforte e mellotron (traccia 11)

## Classifiche
| Classifica (2005) | Posizione massima |
| ----------------- | ----------------- |
| Australia         | 5                 |
| Austria           | 6                 |
| Belgio (Fiandre)  | 16                |
| Belgio (Vallonia) | 12                |
| Canada            | 3                 |
| Danimarca         | 12                |
| Finlandia         | 9                 |
| Francia           | 5                 |
| Germania          | 2                 |
| Giappone          | 1                 |
| Irlanda           | 1                 |
| Italia            | 1                 |
| Norvegia          | 5                 |
| Nuova Zelanda     | 12                |
| Paesi Bassi       | 11                |
| Regno Unito       | 1                 |
| Spagna            | 9                 |
| Stati Uniti       | 12                |
| Svezia            | 3                 |
| Svizzera          | 3                 |

## Tour
Il tour di Don't Believe the Truth iniziò all'Astoria di Londra e toccò 26 paesi, per un totale di 3,2 milioni di spettatori e 113 concerti. Il tour è immortalato nel documentario Lord Don't Slow Me Down, pubblicato nel 2007.